# دونالد أو. كليفتون
دونالد أو. كليفتون (بالإنجليزية: Donald O. Clifton)‏ هو عالم نفس وكاتب أمريكي، ولد في 5 فبراير 1924 في بوت في الولايات المتحدة، وتوفي في 14 سبتمبر 2003.

## وصلات خارجية
- دونالد أو. كليفتون على موقع ميوزك برينز (الإنجليزية)